# 不思議な手紙
『不思議な手紙』（ふしぎなてがみ）は、つげ義春による日本の漫画作品。1959年2月に、『迷路』4（若木書房）に発表された全16頁からなる短編漫画作品である。後につげの最初の作品集『噂の武士』（1966年12月 東考社）に収録される際にリメイクされた。

## 概要

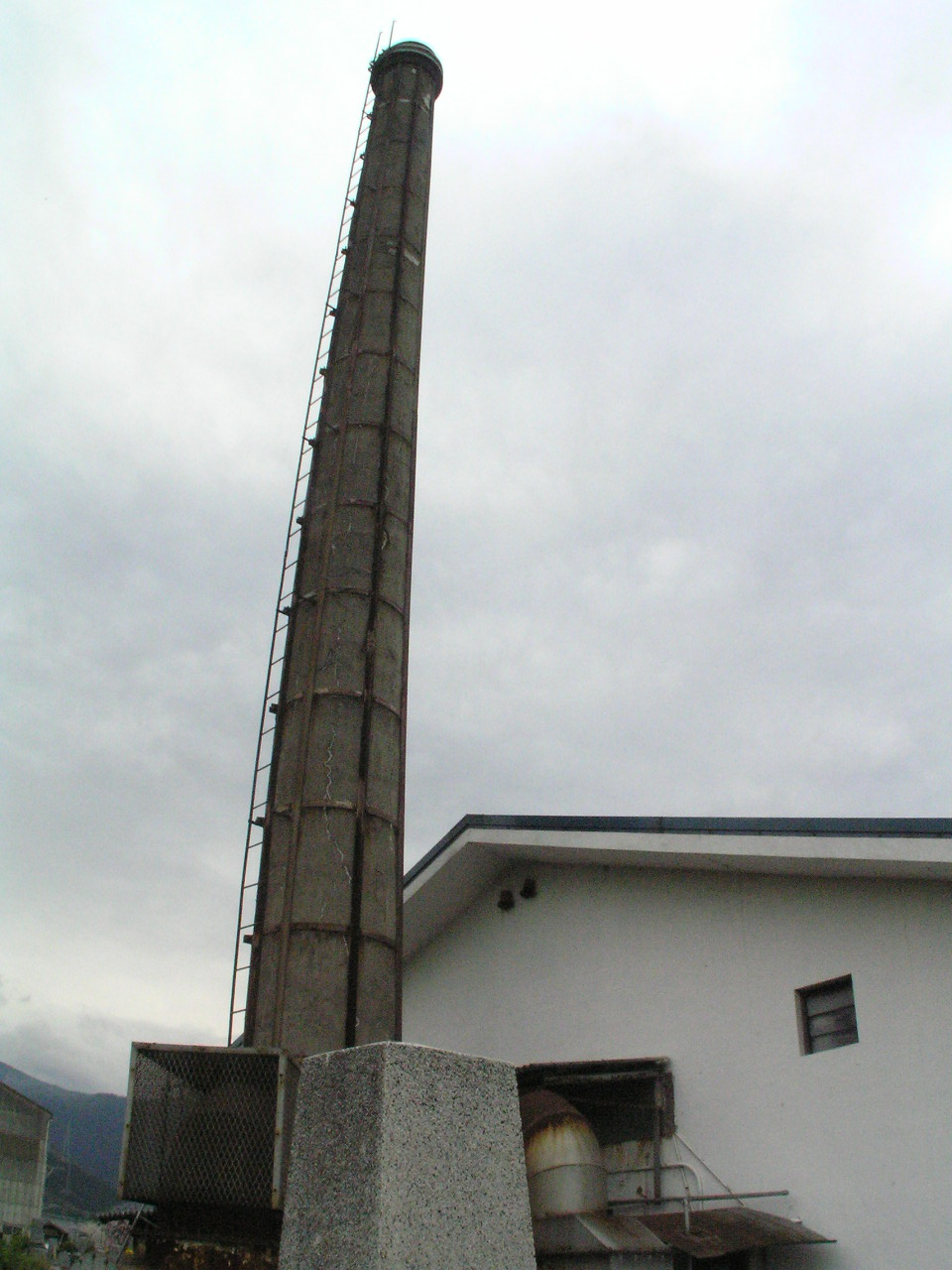
作品の舞台は古い石炭釜の火葬場だった

独自の世界を開示して見せた『おばけ煙突』、『ある一夜』に続く作品。つげのペシミスティックな、あるいはシュールな作品においては高い煙突が重要な役割を演じている場合が多く「おばけ煙突」や後に物議を醸した代表作「ねじ式」の女医の開業する金太郎飴ビルの高炉風の工場においてもある種の高い効果を上げている。つげの内面においては常に不安や不条理のシンボルとして煙突が描かれることが多い。この作品でも火葬場の煙突が印象的に描かれている。また、「手紙」を題材に使った漫画は同時期の「古本と少女」が知られている。
つげ自身は、この作品について同じく「迷路」に発表された『お化け煙突』、『ある一夜』とともに人間の残虐性と複雑な心の動きを表現しているとし、その後に発表された『鉄路』同様に、このころより単に金銭目的の犯罪よりも心理ミステリーに惹かれるようになったという。
一方、作品の構成力は非常に高く完成度も高い。ストーリー展開は、主人公犬丸の現在の時間進行と、犬丸に手紙を送った犬丸の母を焼いた火葬場の窯焚きであったヨッさんの告白に基づく回想シーンの2本立てで同時進行していく。犬丸とその友人は、犬丸の母を焼いた際に誤って同僚の沼田を焼き殺してしまったヨッさんの告白から、人間の本質を考えさせられる。

### リメイク版
1966年12月につげの最初の作品集『噂の武士』（東考社）が敢行され、5作品が収録されたが、その際にリメイクされている。リメイクに要した期間は1966年3月からの半年間で、2月からは水木しげるのアシスタントをつとめておりこの間、新作は発表していない。水木のアシスタントの期間につげはリアリスティックな描法を確立しリメイクに応用したと当時のガロ編集部の高野慎三は推測している。
ちなみに『噂の武士』に収められた5作は以下のとおりである。
- 古本と少女
- 噂の武士
- 不思議な手紙
- 西瓜酒
- 女忍

今さら旧作を引っぱり出し恥の上塗りはしたくないが、労せずしてお金が入る誘惑に理性を失ったとの作者のまえがきが書かれている。
なお「つげ義春とその作品」という題で白土三平が解説を書いている。

## 登場人物
- 犬丸：主人公の学生らしき青年。 母の墓が二つあることを東義からの不思議な手紙によって知らされ、宝福寺の古びた墓地へ赴く。
- 友人：犬丸の友人。犬丸と墓参り途中に出会う。
- 東義：通称、ヨッさん。犬丸の母を焼いた火葬場の隠亡。死期の近づいた老人で「不思議な手紙」の差出人。
- 沼田：東義の同僚。火葬場の隠亡。火葬場の窯の中にもぐり遺体より金品を漁っている最中、誤って東の窯で焼かれ死ぬ。
- その他：穏坊1名、制服姿の火葬場職員1名。

以上6名。

## あらすじ
犬丸は偶然墓地で友人に遭遇する。犬丸は不思議な手紙を取り出し、友人に見せる。差出人は、犬丸の母を焼いた火葬場の隠亡であるヨッさんこと東義だった。
手紙によれば、東は1年前、犬丸の母を焼く窯の当番であった。焼香が終わり、東は窯に石炭をくべ始めた。しかし、3番窯を焚くはずの同僚の沼田が見当たらない。東は、焼け具合を確認するため小窓から釜の中をのぞいて驚く。そこには、遺体から金品を盗み出しに窯に潜り込んだために、火だるまになって助けを求める沼田の姿があった。
東は「バッキャロッ!!」「まぬけめ!!」「死ね!死ね!」と叫びながら、石炭を投入し続けた。窯の中からは沼田が暴れている音が響く。それでも東は石炭をくべ続けた。
2人分の遺骨ではまずいと、半分にして東は犬丸の前に差し出した。何も知らない犬丸は骨壷に入れた骨を母のものとして持ち帰る。
手紙の中で、東はなぜ沼田を助けずに殺してしまったのか分からない、また犬丸に対しては悪いという気持ちがあるのに、沼田に対しては全くない。この矛盾をどう解くでしょう、と問いかける。

## 参考サイト
- 日本漫画文学研究所